# Pecoraite
La pecoraite è un minerale.